# Celma Ribas
Celma Ribas (Luanda, 10 de noviembre de 1982) es una cantante, compositora y empresaria angoleña.

## Carrera musical
Su reconocimiento como cantante se produjo en 2008, cuando participó en la quinta edición del reality show Deutschland Sucht den Superstar, la versión alemana de Idols. A pesar de no ser una de las finalistas, logró conseguir un contrato con el sello Semba para lanzar su álbum debut Semba, que fue lanzado en Angola en 2009, acompañado del exitoso sencillo "Energia".
En Angola, la artista fue una de las nominadas en el evento Divas 2009, en la categoría Música, fue premiada con el trofeo Promessas de Angola por Casablanca y abrió conciertos de artistas como 50 Cent, Nelson Freitas, Black Eyed Peas, Johnny Ramos, Don Kikas, Lil' Kim, 112, DJ Unk o Fredo Starr.
El sencillo de 2011 "Comando" fue la primera canción de su carrera en ser lanzada en Portugal, que precedió al álbum Fantástico (2011), que vendió 32.000 copias en Angola y también fue el primero en ser lanzado en Portugal. En 2015, produjo el álbum No Controle, de la artista luso-brasileña Kelly Key .

## Biografía
Nació en Luanda, la capital de Angola, en 1982, pero pronto emigró a Colonia, Alemania, donde vivió durante 14 años con su familia. En 1996, a la edad de 14 años, comenzó a cantar en Alemania y eventualmente en viajes a Angola. El 29 de diciembre de 2012 se casó con Adler João y el 9 de julio de 2014 dio a luz a su primer hijo, João Rafael.

## Discografía

### Álbumes de estudio
| Álbum      | Detalles                                                                                       |
| ---------- | ---------------------------------------------------------------------------------------------- |
| Energía    | - Lanzamiento: 2 de febrero de 2009 - Formatos: CD, descarga digital - Disquera: Semba         |
| Fantástico | - Lanzamiento: 20 de junio de 2011 - Formatos: CD, descarga digital - Discográfica: Go Edições |

### Singles

#### Como artista principal
| Título                         | Año  | Álbum      |
| ------------------------------ | ---- | ---------- |
| "Energia" (part. Kaysha)       | 2009 | Energia    |
| "Volta"                        | 2009 | Energia    |
| "Superstar"                    | 2010 | Energia    |
| "Comando"                      | 2011 | Fantástico |
| "Tudo Acabou"                  | 2011 | Fantástico |
| "Number One" (part. Lil Saint) | 2011 |            |
| "Mágua" (part. Matias Damásio) | 2011 | Fantástico |
| "One Love"                     | 2012 | Fantástico |
| "Creeping"                     | 2012 |            |
| "Ele Era Meu"                  | 2012 |            |
| "Fato"                         | 2013 |            |
| "Burn"                         | 2014 |            |
| "É Melhor Não Duvidar"         | 2014 |            |
| "Quase Perfeito"               | 2015 |            |
| "Diga Lá"                      | 2016 |            |
| "Let Me Show You"              | 2016 |            |

#### Como artista invitada
| Título                                                      | Año  | Álbum                   |
| ----------------------------------------------------------- | ---- | ----------------------- |
| "Sol Raiar" (Ibiza Remix) (Diego Miranda part. Celma Ribas) | 2012 |                         |
| "Tu e Eu Contra o Mundo" (G2 part. Celma Ribas)             | 2012 | O Que Vês?              |
| "Sozinho" (Puto Prata part. Celma Ribas)                    | 2013 | Cabeça, Tronco, Membros |
| "Ele É Quem Manda" (Paixão part. Celma Ribas)               | 2013 |                         |

## Filmografía
| Año  | Título                          | Personaje    | Nota        |
| ---- | ------------------------------- | ------------ | ----------- |
| 2008 | Deutschland Sucht den Superstar | Participante | Temporada 5 |